# エルヴィス・イン・ニューヨーク
『エルヴィス・イン・ニューヨーク』（As Recorded at Madison Square Garden）は、エルヴィス・プレスリーのライブ・アルバム。
「エルビス・オン・ステージ」から18ヶ月ぶりのライブ録音で、公演後わずか9日後の1972年6月19日に発売された。
また「エルヴィス・オン・ステージVol.2」「エルヴィス・オン・ステージVol.3」等と異なり、エルヴィスのライブコンサートを最初から最後まで収録した初のライブ・アルバムとなった。

## 解説
72年2回目のツアー始め、マディソン・スクエア・ガーデンでの6月9日午後8時30分、10日昼の部午後2時30分、夜の部午後8時30分、11日午後8時30分の4回の内、10日の2公演が録音されており、
予備として録音されていた昼の部は「アフタヌーン・イン・ザ・ガーデン」として1997年に発売された。
3日間で78000人を動員し、公演の収入73万ドルは当時MSG記録となった。
エルヴィスのニューヨーク公演は、50年代のTV出演を除くとこの3日間が最初で最後である。
このショーに先立ち行われた記者会見でエルヴィスは、もはやよいロックンロールミュージックを探すのが困難になったので、あまりロックンロールをレコーディングする機会に恵まれないと語っており、72年に録音された曲はわずか7曲と少なかった。
この公演を見に来ていたデヴィッド・ボウイは、ジギー・スターダストのメイクと衣装で前の方の席に座ったため、エルヴィスの視線で死にそうな思いをしたと語っている。
この他にジョン・レノン、ジョージ・ハリスン、ボブ・ディラン、アート・ガーファンクル、テン・イヤーズ・アフター、ブルース・スプリングスティーンらがこの公演を見に訪れた。
「アフタヌーン・イン・ザ・ガーデン」は午後2時30分からの昼の部を収録。
「別れの時まで」「ブルー・スエード・シューズ」「考えなおして」「アイル・リメンバー・ユー」の4曲は夜の部では歌われていない。
また、夜の部で歌われていた「見果てぬ夢」は昼の部では歌われていない。
夜の部での「アメリカの祈り」は、途中でエルヴィスのちょっとしたおふざけがあったが昼の部では真面目に歌っている。
バンドメンバーでピアノストのグレン・D・ハーディンは「マディソン・スクエア・ガーデンでやった以上に、エルヴィスがうまく歌ったことはないと確信している」「ニューヨークの聴衆の前ということで緊張しながらも、エルヴィスは最高のパフォーマンスを見せた」とコメントしている。

## 40周年記念エディション
2012年に「アフタヌーン・イン・ザ・ガーデン」と「エルヴィス・イン・ニューヨーク」の2枚をカップリングし、
リマスター、リミックスを施した「エルヴィス・イン・ニューヨーク～40周年記念エディション(Prince From Another Planet)」が発売された。
原題の「Prince From Another Planet」はニューヨークタイムズで「彼は星の王子様のように見えた」と評されたことから。
40周年記念エディションでは「好きにならずにいられない」の後の「エンド・テーマ (オーケストラ) 」を別のトラックとして分けてトラック数が一つ増え、オープニングとエンドテーマの収録時間も若干延びている。
付属のDVDにはミニドキュメンタリー約20分、6月9日に行われた記者会見の模様約12分に加えて、ファンが8mmフィルムで撮影したコンサートの映像が収録されている。
8mmフィルムの映像はコンサートの全てを記録したものではなく断片的な約20分の映像であり、
60分の音声と同期させるため映像の残されていない部分は黒い画面が表示されるだけとなっている。
海外ではCDのみのLegacy editionと、DVDが付属したDelux editionの2種類が発売されたが、CDのみのLegacy editionはリミックスされておらずリマスターのみとなっている。
日本版はDVDが付属した40周年記念エディションのみの発売となっている。

## エルヴィス・イン・ニューヨーク収録曲

### Side 1
1. オープニング:ツァラトゥストラはかく語りき(映画「2001年宇宙の旅」より) - Introduction: Also Sprach Zarathustra (Theme from 2001: A Space Odyssey) (0:57)
2. ザッツ・オール・ライト - That's All Right (2:07)
3. プラウド・メアリー - Proud Mary (2:33)
4. ネヴァー・ビーン・トゥ・スペイン - Never Been To Spain (3;23)
5. この胸のときめきを - You Don't Have To Say You Love Me (1:57)
6. ふられた気持 - You've Lost That Lovin' Feelin' (4:08)
7. ポーク・サラダ・アニー - Polk Salad Annie (2:46)
8. ラヴ・ミー - Love Me (1:37)
9. 恋にしびれて - All Shook Up (1:56)
10. ハートブレイク・ホテル - Heartbreak Hotel (1:42)
11. メドレー:テディ・ベア～冷たくしないで - Medley: ( Let Me Be Your ) Teddy Bear / Don't Be Cruel (1:48)
12. ラヴ・ミー・テンダー - Love Me Tender (1:36)

### Side 2
1. 見果てぬ夢～「ラ・マンチャの男」より - The Impossible Dream (2:23)
2. メンバー紹介 - Introductions By Elvis(1:39)
3. ハウンド・ドッグ - Hound Dog (1:17)
4. サスピシャス・マインド - Suspicious Minds (4:04)
5. 心の想い出 - For The Good Times (3:00)
6. アメリカの祈り - American Trilogy (4:01)
7. 時のたつのは早いもの - Funny How Time Slips Away (2:40)
8. 愛さずにはいられない - I Can't Stop Loving You (2:36)
9. 好きにならずにいられない - Can't Help Falling In Love (1:42)

## アフタヌーン・イン・ザ・ガーデン収録曲
1. オープニング:ツァラトゥストラはかく語りき(映画「2001年宇宙の旅」より) - Introduction: Also Sprach Zarathustra (Theme from 2001: A Space Odyssey) (1:19)
2. ザッツ・オール・ライト - That's All Right (2:21)
3. プラウド・メアリー - Proud Mary (2:45)
4. ネヴァー・ビーン・トゥ・スペイン - Never Been To Spain (3:35)
5. この胸のときめきを - You Don't Have To Say You Love Me (2:07)
6. 別れの時まで - Until It's Time for You to Go (2:32)
7. ふられた気持 - You've Lost That Lovin' Feelin' (4:22)
8. ポーク・サラダ・アニー - Polk Salad Annie (3:10)
9. ラヴ・ミー - Love Me (1:40)
10. 恋にしびれて - All Shook Up (1:11)
11. ハートブレイク・ホテル - Heartbreak Hotel (1:45)
12. メドレー:テディ・ベア～冷たくしないで - Medley: ( Let Me Be Your ) Teddy Bear / Don't Be Cruel (1:56)
13. ラヴ・ミー・テンダー - Love Me Tender (1:39)
14. ブルー・スエード・シューズ - Blue Suede Shoes (1:07)
15. 考えなおして - Reconsider Baby (2:42)
16. ハウンド・ドッグ - Hound Dog (2:06)
17. アイル・リメンバー・ユー - I'll Remember You (2:30)
18. サスピシャス・マインド - Suspicious Minds (4:46)
19. メンバー紹介 - Introductions By Elvis (1:26)
20. 心の想い出 - For The Good Times (3:09)
21. アメリカの祈り - American Trilogy (4:41)
22. 時のたつのは早いもの - Funny How Time Slips Away (2:50)
23. 愛さずにはいられない - I Can't Stop Loving You (2:21)
24. 好きにならずにいられない - Can't Help Falling In Love (2:14)

## 参加ミュージシャン
- ジェームズ・バートン - James Burton リード・ギター
- ジョン・ウィルキンソン - John Wilkinson リズム・ギター
- チャーリー・ホッジ - Charlie Hodge ギター、ハーモニー・ヴォーカル
- ロニー・タット - Ronnie Tutt ドラム
- ジェリー・シェフ - Jerry Scheff ベース
- グレン・D・ハーディン - Glen D. Hardin ピアノ
- ザ・スウィートインスピレーションズ - The Sweet Inspirations  バッキング・ヴォーカル
- キャシー・ウェストモートランド - Kathy Westmoreland バッキング・ヴォーカル
- J.D.サムナー&スタンプスカルテット - J.D. Sumner & The Stamps バッキング・ヴォーカル
- ジョー・ガルシオ&ジョー・ガルシオ・オーケストラ - Joe Guercio & Joe Guercio orchestra オーケストラ